# Stile concitato

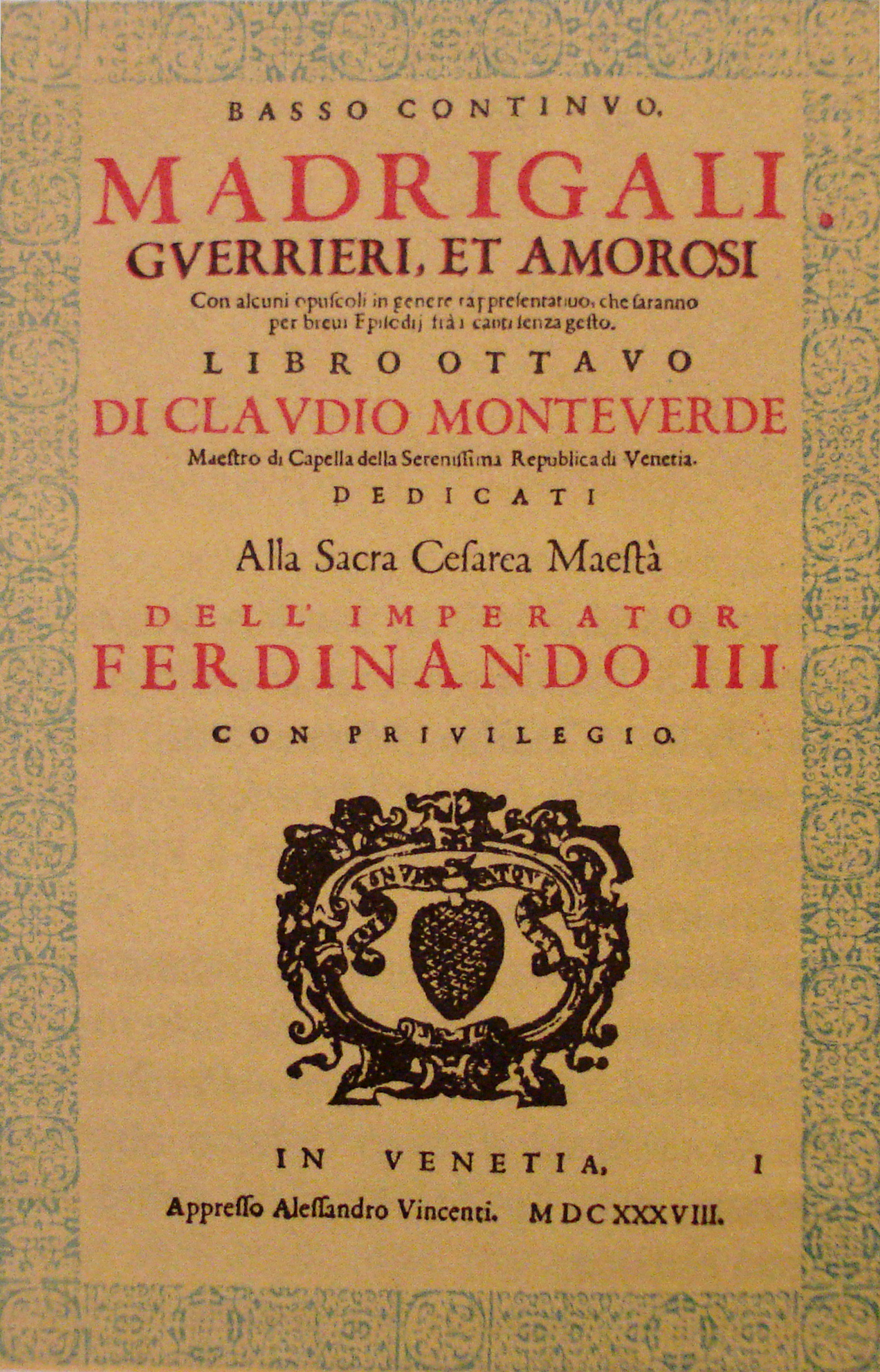
Affiche

Le stile concitato (ou encore genere concitato) ou « style agité » est un style baroque développé par Claudio Monteverdi avec des effets tels que l'utilisation de notes rapides répétées (trémolos) et des trilles prolongés comme symboles de l'agitation belliqueuse ou de la colère.
Kate Van Orden souligne un précédent présent dans La Guerre de Clément Janequin (1528).
Agathe Sueur souligne les similitudes et les ambiguïtés entre le genere concitato de Monteverdi et le stile concitato dans la rhétorique et la poésie,.
On peut trouver des exemples de stile concitato dans les œuvres suivantes :
- Claudio Monteverdi (1567-1643) : Il ritorno d'Ulisse in patria
- Claudio Monteverdi (1567-1643) : L'incoronazione di Poppea
- Claudio Monteverdi (1567-1643) : Il combattimento di Tancredi e Clorinda
- Giacomo Carissimi (1605-1674) : Jephte
- Barbara Strozzi (1619-1677) : Tradimento